# VietJet Air
Виетджет Еър е виетнамска нискотарифна авиокомпания, базирана в Ханой. Това е първата частна авиокомпания, създадена във Виетнам, като получава първоначалното си одобрение за работа от виетнамския министър на финансите през ноември 2007 г. От стартирането си през декември 2011 г. тя става втората частна авиокомпания, предлагаща вътрешни полети във Виетнам, както и петата авиокомпания като цяло, която предлага граждански вътрешни полети. Виетджет Еър е собственост на Sovico Holdings, HDBank, други организационни инвеститори и отделни заинтересовани страни.
Стартирането на превозвача е съпътствано от дълги закъснения, дължащи се на различни причини, като глобално икономическо забавяне и регулаторни проблеми. Въпреки неуспехите, първият полет на Виетджет Еър е извършен на 25 декември 2011 г. с полет от Хошимин до Ханой. Виетджет Еър превозва своя 10-милионен пътник през декември 2014 г. и 25-милионния пътник през декември 2015 г.

## История

### Закъснение със създаването
Авиокомпанията е основана през 2007 г. Сред основателите на авиокомпанията е и Робърт Хюз – американец, който ръководи компанията през първата година. Главният офис на авиокомпанията е в дипломатическия корпус Ван Фук в квартал Ба Дин, Ханой. Това е първата частна авиокомпания, създадена във Виетнам, и от стартирането си през декември 2011 г. тя става втората частна авиокомпания (след Еър Меконг), предлагаща вътрешни полети във Виетнам, както и петата авиокомпания като цяло, която предлага граждански вътрешни полети, след Виетнамските авиолинии, Тихоокеанските авиолинии, Еър Меконг и Виетнамската въздушна компания). В първоначалния си план базираната в Ханой авиокомпания заявява намерението си да предлага полети до град Хо Ши Мин и Да Нанг, като постепенно разширява мрежата си, за да включва други азиатски дестинации, като Хонконг, Банкок, Сингапур и градове в Южен Китай. Президент и главен изпълнителен директор на авиокомпанията е Нгуен Тхи Фуонг Тао от декември 2011 г.
Първоначално Виетджет Еър показва намерение да започне полети в края на 2008 г. или началото на 2009 г. През следващите няколко години очакваната дата на стартиране бива многократно отлагана, като тя е първо до края на 2009 г., а след това до средата на 2010 г. Представители на авиокомпанията посочват различни причини за закъсненията, включително повишени цени на горивата и други финансови проблеми.
Въпреки че малайзийският нискобюджетен превозвач Еър Азия обявява през февруари 2010 г., че планира да закупи 30% дял в авиокомпанията чрез споразумение за съвместно предприятие, превозвачът отменя плановете си през октомври 2011 г., позовавайки се на „неуспешно получаване на виетнамски регулаторни одобрения“.
Първият полет на авиокомпанията в крайна сметка стартира на 25 декември 2011 г., като той е от Хошимин до Ханой.

### Дейности
Виетнамските авиационни власти глобяват Виетджет Еър с 960 щатски долара през 2012 г. за организиране на пет жени от кандидатки в местен конкурс за красота, за да изпълнят хавайски тематичен танц, без първо да получат разрешение да отпразнуват първия си полет до туристическия център Ня Транг.
На 9 февруари 2013 г. авиокомпанията стартира първия си международен полет между град Хошимин и Банкок, превръщайки се в първата виетнамска частна авиокомпания, която навлиза на международния пазар.
През февруари 2014 г., при откриването на авиошоу в Сингапур, авиокомпанията потвърждава поръчките с Еърбъс за доставка на 60 самолета A320 на каталожна цена от 6,4 милиарда долара. Преди това авиокомпанията подписва меморандум за доставка с Еърбъс за 92 самолета от семейството A320.
През юни 2015 г., на Парижко авиошоу, Виетджет Еър поръчва шест допълнителни еднопроходни самолета Еърбъс A321 на стойност 682 милиона долара по каталожни цени от Еърбъс, за да отговори на търсенето по някои от най-натоварените маршрути. Виетджет Еър закупува още 30 самолета по-късно същата година, което включва 21 броя A321neo заедно с 9 броя A321ceo. През май 2016 г. по време на държавно посещение на президента на САЩ Барак Обама е подписана поръчка за 200 самолета Боинг 737 MAX, като доставките започват през 2019 г. През септември 2016 г. главният изпълнителен директор Нгуен Тхи Фуонг Тао обявява поръчка за 20 еднопроходни самолета A321 от Еърбъс. Подписването става по време на държавното посещение на френския президент Франсоа Оланд. По време на авиошоуто във Фарнбъро през 2018 г., тайландският филиал на Виетджет Еър, поръчва 100 самолета Боинг 737 MAX и 50 самолета A321neo.

## Дестинации
Към ноември 2023 г. Виетджет Еър изпълнява полети до 13 държави по 99 маршрута.
- Австралия
  - Аделейд
  - Бризбън
  - Мелбърн
  - Пърт
  - Сидни
- Камбоджа
  - Сием Реап
- Китай
  - Чънду
  - Хайкоу
  - Ханджоу
  - Кунмин
  - Нанчан
  - Тиендзин
- и други

## Флотилия
| Самолет           | Брой | Брой поръчани | Пътници | Пътници | Пътници | Бележки                                                                                     |
| Самолет           | Брой | Брой поръчани | J       | Y       | Общо    | Бележки                                                                                     |
| ----------------- | ---- | ------------- | ------- | ------- | ------- | ------------------------------------------------------------------------------------------- |
| Еърбъс A320-200   | 18   | —             | 12      | 150     | 162     |                                                                                             |
| Еърбъс A320-200   | 18   | —             | —       | 180     | 180     |                                                                                             |
| Еърбъс A321-200   | 36   | —             | 12      | 200     | 212     |                                                                                             |
| Еърбъс A321-200   | 36   | —             | —       | 220     | 220     |                                                                                             |
| Еърбъс A321-200   | 36   | —             | —       | 230     | 230     |                                                                                             |
| Еърбъс A321neo    | 23   | 117           | —       | 230     | 230     |                                                                                             |
| Еърбъс A321neo    | 23   | 117           | —       | 240     | 240     | Оборудван с конфигурация Airbus Cabin Flex.                                                 |
| Еърбъс A321XLR    | —    | 30            | TBA     | TBA     | TBA     | Оборудван с конфигурация Airbus Cabin Flex.                                                 |
| Еърбъс A330-300   | 7    | 2             | 12      | 365     | 377     |                                                                                             |
| Боинг 737 MAX 8   | —    | 66            | TBA     | TBA     | TBA     | Първите 50 самолета ще бъдат прехвърлени на тайландския филиал. Доставки от 2024 до 2028 г. |
| Боинг 737 MAX 10  | —    | 106           | TBA     | TBA     | TBA     | Първите 50 самолета ще бъдат прехвърлени на тайландския филиал. Доставки от 2024 до 2028 г. |
| Боинг 737 MAX 200 | —    | 28            | TBA     | TBA     | TBA     | Първите 50 самолета ще бъдат прехвърлени на тайландския филиал. Доставки от 2024 до 2028 г. |
| Общо              | 84   | 354           |         |         |         |                                                                                             |